# Исикава, Каору
Каору Исикава (яп. 石川 馨 Исикава Каору, 13.07.1915—16.04.1989) — профессор Токийского университета, крупнейший специалист в области управления качеством.

## Биография
После окончания факультета прикладной химии Токийского университета в 1939 г. поступил на работу в компанию по сжижению угля, что являлось одной из первоочередных задач национального масштаба в те дни, и стал опытным специалистом в области проектирования, конструирования, технологии и научных исследований. С мая 1939 по май 1941 г. был офицером технической службы ВМС и занимался порохом. После окончания службы ему выделили 600 рабочих и поручили строительство завода. Это произошло всего лишь через два года после окончания университета. Шесть лет посвятил промышленности.
В 1947 г. он вернулся в Токийский университет и начал изучать статистические методы. В 1949 г. он узнал о том, что в Японском союзе ученых и инженеров (ЯСУИ) имеются материалы по статистическим методам и попросил ознакомиться с ними. Главный директор-распорядитель ЯСУИ Кенити Коянаги разрешил использовать эти материалы при условии, что он вступит в исследовательскую группу по управлению качеством и станет одним из преподавателей.
В 1952 г. он стал директором японского химического общества и с помощью ЯСУИ (японского союза ученых и инженеров) он создал исследовательскую группу по выборочному контролю в горно-добывающей промышленности. Данные, полученные в подгруппах, указали путь к совершенствованию метода выборочного контроля, классификационного метода и метода анализа и измерений. На основе этих данных, они разработали ряд японских промышленных стандартов (JIS) для многих отраслей промышленности. Эти стандарты стали основой стандартов, разработанных в рамках Международной организации по стандартизации (ИСО). Сотрудничал в журналах «Статистический контроль качества» с 1950 и «Управление качеством для мастеров» с 1962, является создателем кружков качества. Разработанная им идея управления по функциям и отделам, была принята фирмой «Тойота».

## Научная деятельность
По Исикаве, если улучшение технологии приводит к повторяющемуся положительному результату, то новый процесс нужно принять за стандарт и не отступать от него вплоть до следующей фазы улучшения. При наступлении следующей фазы, необходимо апробировать новый процесс, стандартизировать его и придерживаться.
Каору Исикава разработал концепцию кружков качества и диаграмму причинно-следственных связей (англ. fishbone).

### Диаграмма Исикавы
Диаграмма Исикавы — графический способ исследования и определения наиболее существенных причинно-следственных взаимосвязей между факторами и последствиями в исследуемой ситуации или проблеме. Диаграмма названа в честь Исикавы, который предложил её в 1952 году (по другим данным — в 1943 году), как дополнение к существующим методикам логического анализа и улучшения качества процессов в промышленности Японии.